# Высокие Татры
Высо́кие Та́тры (словац. Vysoké Tatry, пол. Tatry Wysokie), наивысшая часть Татр и всех Карпат, часть Фатранско-Татранской области. Наивысшая точка — гора Герлаховски-Штит, 2655 м.

## Пики

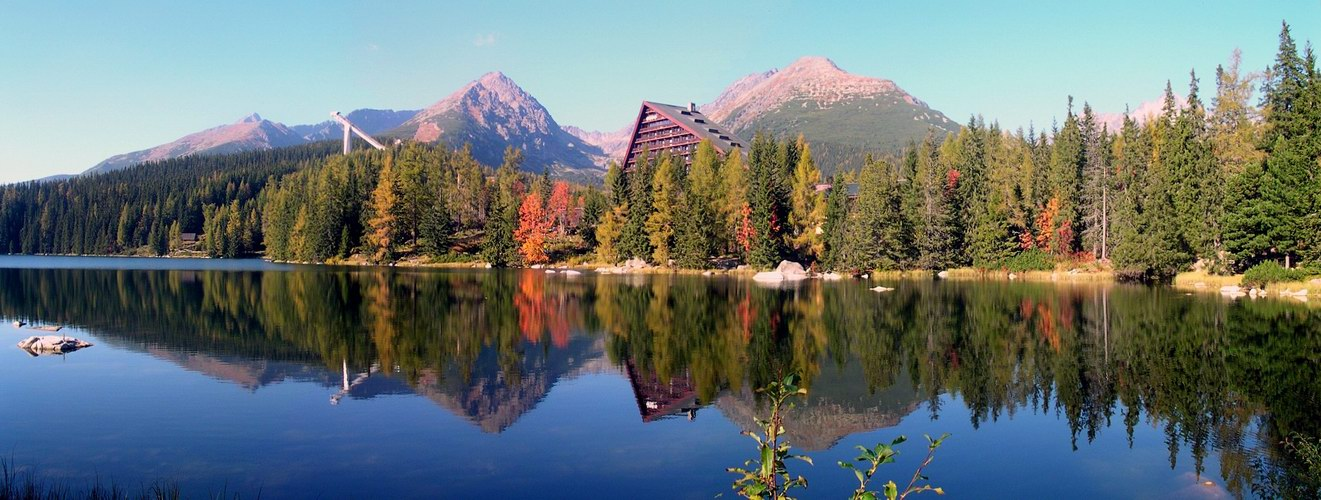
Штрбское-Плесо

Наиболее известными горными вершинами Высоких Татр являются:
- Герлаховски-Штит, 2655 м.
- Ломницки-Штит, 2634 м.
- Малы Лядовы Штит, 2632 м.
- Задний Герлах, 2616 м.
- Кривань, 2495 м.
- Квопровски-Штит, 2363 м.
- Рысы, 2499 м.
- Выходна Высока, 2429 м.
- Ягнячи Штит, 2230 м.

## Долины

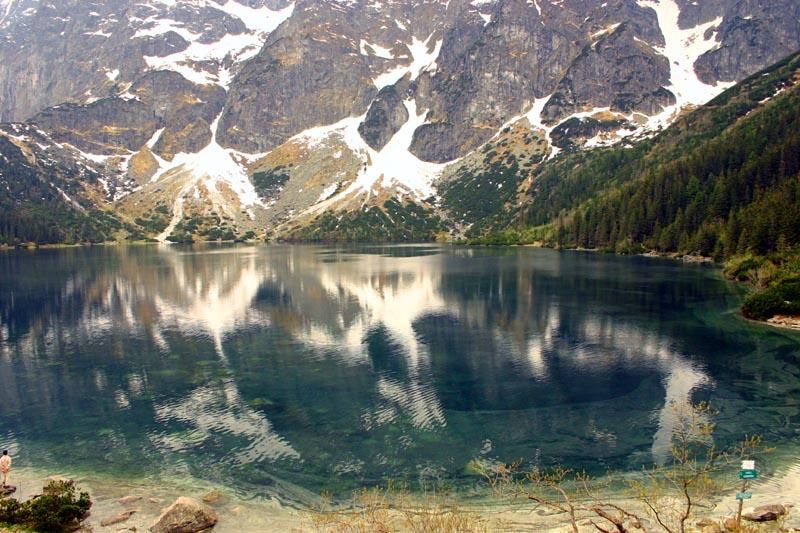
Морске-Око

В Высоких Татрах 23 долины, большинство на словацкой стороне.

## Озёра
Наибольшее, Морске-Око площадью 34,54 га, глубиной 50,8 м, высота над уровнем моря 1395,4 м, находится на польской стороне. Самым глубоким является Вельке-Гинцово-Плесо (20,08 га, 53 м, 1946 м), находящееся в Словакии. Популярностью у туристов пользуются Штрбске-Плесо и Попрадске-Плесо.

## Водопады
Наиболее известные водопады находятся на Студеном Потоке. Самый большой, но не самый высокий, водопад с польской стороны — Сиклава. Его высота 64-70 м, наклон около 35°.

## Флора и фауна
На словацкой и польской сторонах находятся заповедники — Татранские Народные Парки, где находится множество охраняемых видов растений и животных.
В Татрах растет сосна кедровая европейская, лиственница европейская и польская, а на более сухих песчаных или аллювиальных почвах можно встретить сосну черную.

## Населённые пункты и пункты отдыха
На территории Высоких Татр находится единственный город — Высоке Татры, который является базовым для экскурсий в Высокие Татры.
Также в горах расположен Приют в долине Пяти польских прудов, обеспечивающий защиту от непогоды.

## Наука
В Высоких Татрах расположены две основные астрономические обсерватории Словакии: обсерватория Скалнате Плесо и обсерватория Ломницкий Штит.